# Lijst van rijksmonumenten aan de Leidsegracht
Een overzicht van de 72 rijksmonumenten aan de Leidsegracht in Amsterdam.
| Object | Oorspronkelijke functie? | Bouwjaar                            | Architect | Locatie          | Coördinaten?                  | Nr.? | Afbeelding |
| --- | ------------------------ | ----------------------------------- | --------- | ---------------- | ----------------------------- | ---- | --- |
| Pand met vier assen brede gevel onder rechte lijst met consoles                                                                      | Gebouw                   | 17e/18e eeuw                        |           | Leidsegracht 1   | 52° 22' 2" NB, 4° 53' 12" OL  | 3316 | Meer afbeeldingen |
| Dubbel huis met gave gevel onder rechte lijst                                                                                        | Gebouw                   | 17e/19e eeuw                        |           | Leidsegracht 3   | 52° 22' 2" NB, 4° 53' 11" OL  | 3317 | Meer afbeeldingen |
| Pand met halsgevel met gedeelde vleugelstukken en ornament in de gelobde afdekking                                                   | Gebouw                   | 18e eeuw                            |           | Leidsegracht 5   | 52° 22' 2" NB, 4° 53' 11" OL  | 3318 | Meer afbeeldingen |
| Pand met gave halsgevel met siertrossen                                                                                              | Gebouw                   | 17e/18e eeuw                        |           | Leidsegracht 7   | 52° 22' 2" NB, 4° 53' 11" OL  | 3319 | Meer afbeeldingen |
| Dubbel huis met gave gevel onder rechte lijst                                                                                        | Gebouw                   | eerste helft 19e eeuw               |           | Leidsegracht 9   | 52° 22' 2" NB, 4° 53' 10" OL  | 3320 | Dubbel huis met gave gevel onder rechte lijst                                                                                        |
| Pand met halsgevel met uitzonderlijke vleugelstukken                                                                                 | Woonhuis                 | eerste kwart 19e eeuw               |           | Leidsegracht 11  | 52° 22' 2" NB, 4° 53' 10" OL  | 3321 | Pand met halsgevel met uitzonderlijke vleugelstukken                                                                                 |
| Huis met verhoogd dak | Gebouw                   | 18e eeuw (bouw) 20e eeuw (verhoogd) |           | Leidsegracht 17  | 52° 22' 1" NB, 4° 53' 9" OL   | 3322 | Huis met verhoogd dak |
| Pand met gevel onder rechte lijst | Gebouw                   | 17e/18e/19e eeuw                    |           | Leidsegracht 19  | 52° 22' 1" NB, 4° 53' 9" OL   | 3323 | Pand met gevel onder rechte lijst |
| Pand met gevel onder rechte lijst met consoles                                                                                       | Gebouw                   | derde kwart 19e eeuw                |           | Leidsegracht 21  | 52° 22' 1" NB, 4° 53' 8" OL   | 3324 | Pand met gevel onder rechte lijst met consoles                                                                                       |
| Pand met halsgevel met siertrossen en waaier in het fronton                                                                          | Gebouw                   | 17e/18e eeuw                        |           | Leidsegracht 23  | 52° 22' 1" NB, 4° 53' 8" OL   | 3325 | Meer afbeeldingen |
| Pand met halsgevel met siertrossen, hoekvazen en waaier in het fronton                                                               | Woonhuis                 | 1684 (fronton)                      |           | Leidsegracht 25  | 52° 22' 1" NB, 4° 53' 8" OL   | 3326 | Pand met halsgevel met siertrossen, hoekvazen en waaier in het fronton                                                               |
| Hoekhuis met gevel onder rechte lijst                                                                                                | Woonhuis                 | 1684 (gevel)                        |           | Leidsegracht 27  | 52° 22' 1" NB, 4° 53' 7" OL   | 3327 | Hoekhuis met gevel onder rechte lijst                                                                                                |
| Pand met gevel onder rechte lijst met consoles en dwarsdak                                                                           | Gebouw                   | laatste kwart 18e eeuw              |           | Leidsegracht 35  | 52° 21' 60" NB, 4° 53' 4" OL  | 3328 | Pand met gevel onder rechte lijst met consoles en dwarsdak                                                                           |
| Pand met ingezwenkte halsgevel met siertrossen, festoenen, driehoekige zoldervensters, gevelsteen met haas en de haes en jaartallint | Gebouw                   | 1666                                |           | Leidsegracht 37  | 52° 21' 59" NB, 4° 53' 4" OL  | 3329 | Pand met ingezwenkte halsgevel met siertrossen, festoenen, driehoekige zoldervensters, gevelsteen met haas en de haes en jaartallint |
| Pand met gevel thans puntgevel | Gebouw                   | 18e/19e eeuw                        |           | Leidsegracht 39  | 52° 21' 59" NB, 4° 53' 3" OL  | 3330 | Upload foto |
| Pand met gevel in puntgevel veranderd                                                                                                | Gebouw                   | 18e/19e/20e eeuw                    |           | Leidsegracht 41  | 52° 21' 59" NB, 4° 53' 3" OL  | 3331 | Upload foto |
| Pand met gevel onder rechte lijst | Gebouw                   | 18e/19e eeuw                        |           | Leidsegracht 43  | 52° 21' 59" NB, 4° 53' 3" OL  | 3332 | Upload foto |
| Hoekhuis met gevel onder rechte lijst                                                                                                | Gebouw                   | 18e/19e eeuw                        |           | Leidsegracht 47  | 52° 21' 59" NB, 4° 53' 2" OL  | 3333 | Hoekhuis met gevel onder rechte lijst                                                                                                |
| Pand met gevel onder rechte lijst | Woonhuis                 | eerste helft 19e eeuw               |           | Leidsegracht 49  | 52° 21' 59" NB, 4° 53' 1" OL  | 3334 | Pand met gevel onder rechte lijst |
| Pand met ingezwenkte halsgevel met siertrossen                                                                                       | Woonhuis                 | 17e/18e/19e eeuw                    |           | Leidsegracht 51  | 52° 21' 59" NB, 4° 53' 1" OL  | 3335 | Pand met ingezwenkte halsgevel met siertrossen                                                                                       |
| Pand met ingezwenkte halsgevel met siertrossen en beeldhouwwerk naast het zolderluik                                                 | Gebouw                   | tweede helft 17e eeuw               |           | Leidsegracht 53  | 52° 21' 59" NB, 4° 53' 1" OL  | 3336 | Pand met ingezwenkte halsgevel met siertrossen en beeldhouwwerk naast het zolderluik                                                 |
| Pand met ingezwenkte halsgevel met siertrossen en beeldhouwwerk naast het zolderluik                                                 | Gebouw                   | 17e/18e eeuw                        |           | Leidsegracht 55  | 52° 21' 59" NB, 4° 53' 1" OL  | 3338 | Meer afbeeldingen |
| Huis, wegens de zandstenen onderdelen van de klokvormige top en de festoenen in het gevelvlak                                        | Gebouw                   | derde kwart 17e eeuw                |           | Leidsegracht 57  | 52° 21' 58" NB, 4° 53' 1" OL  | 3339 | Meer afbeeldingen |
| Pand met gepleisterde gevel onder rechte lijst met consoles                                                                          | Gebouw                   | tweede kwart 19e eeuw               |           | Leidsegracht 59  | 52° 21' 58" NB, 4° 53' 0" OL  | 3340 | Meer afbeeldingen |
| Pand met ingezwenkte halsgevel met siertrossen                                                                                       | Gebouw                   | tweede helft 17e eeuw               |           | Leidsegracht 61  | 52° 21' 58" NB, 4° 53' 0" OL  | 3341 | Meer afbeeldingen |
| Pand met halsgevel met geruite vleugelstukken en hoekvazen waarvan de bovenste helft is verdwenen                                    | Woonhuis                 | eerste helft 18e eeuw               |           | Leidsegracht 63  | 52° 21' 58" NB, 4° 52' 60" OL | 3342 | Meer afbeeldingen |
| Pand met gevel onder rechte lijst | Gebouw                   | eerste kwart 19e eeuw               |           | Leidsegracht 2   | 52° 22' 3" NB, 4° 53' 10" OL  | 3349 | Meer afbeeldingen |
| Pand met halsgevel met siertrossen                                                                                                   | Woonhuis                 | 17e/18e eeuw                        |           | Leidsegracht 4   | 52° 22' 3" NB, 4° 53' 10" OL  | 3350 | Meer afbeeldingen |
| Huis met gevel onder rechte lijst | Gebouw                   | 17e/19e eeuw                        |           | Leidsegracht 6   | 52° 22' 3" NB, 4° 53' 10" OL  | 3351 | Meer afbeeldingen |
| Pand met halsgevel met siertrossen, middenrisaliet, stenen lijsten boven de zij- en geblokte strekken boven de middenvensters        | Gebouw                   | derde kwart 17e eeuw                |           | Leidsegracht 10  | 52° 22' 3" NB, 4° 53' 10" OL  | 3353 | Meer afbeeldingen |
| Pand met fraaie en gave ingezwenkte halsgevel met siertrossen, middenrisaliet, festoenen en twee oeils-de-boeuf                      | Gebouw                   | 1665                                |           | Leidsegracht 8   | 52° 22' 3" NB, 4° 53' 9" OL   | 3352 | Meer afbeeldingen |
| Pand met pilastergevel waarvan de hals                                                                                               | Gebouw                   | 17e/18e/19e eeuw                    |           | Leidsegracht 12A | 52° 22' 3" NB, 4° 53' 9" OL   | 3354 | Meer afbeeldingen |
| Pand met halsgevel met siertrossen en middenrisaliet                                                                                 | Gebouw                   | 17e eeuw                            |           | Leidsegracht 14  | 52° 22' 3" NB, 4° 53' 9" OL   | 3355 | Meer afbeeldingen |
| Pand met halsgevel met midden- en hoekrisalieten, siertrossen, hoekvazen en twee oeils-de-boeuf                                      | Gebouw                   | laatste kwart 18e eeuw              |           | Leidsegracht 20  | 52° 22' 2" NB, 4° 53' 8" OL   | 3356 | Meer afbeeldingen |
| Pand met halsgevel met midden- en hoekrisalieten, siertrossen, hoekvazen en twee oeils-de-boeuf                                      | Gebouw                   | 18e eeuw                            |           | Leidsegracht 22A | 52° 22' 2" NB, 4° 53' 8" OL   | 3357 | Meer afbeeldingen |
| Pand met halsgevel met midden- en hoekrisalieten, siertrossen, hoekvazen en twee oeils-de-boeuf                                      | Woonhuis                 |                                     |           | Leidsegracht 24  | 52° 22' 2" NB, 4° 53' 7" OL   | 3358 | Meer afbeeldingen |
| Pand met halsgevel met siertrossen en een festoen om de hijsbalk                                                                     | Woonhuis                 | eerste helft 19e eeuw               |           | Leidsegracht 26  | 52° 22' 2" NB, 4° 53' 7" OL   | 3359 | Meer afbeeldingen |
| Pand met gevel oorspronkelijk als nrs 26 en 30, doch versoberd tot ingezwenkte halsgevel met rollagen                                | Gebouw                   | tweede helft 17e eeuw               |           | Leidsegracht 28  | 52° 22' 2" NB, 4° 53' 7" OL   | 3360 | Meer afbeeldingen |
| Pand met halsgevel met siertrossen en een festoen om de hijsbalk                                                                     | Woonhuis                 |                                     |           | Leidsegracht 30  | 52° 22' 2" NB, 4° 53' 7" OL   | 3361 | Meer afbeeldingen |
| Pand met gevel onder rechte lijst | Gebouw                   | 17e/19e eeuw                        |           | Leidsegracht 32  | 52° 22' 2" NB, 4° 53' 7" OL   | 3362 | Meer afbeeldingen |
| Pand met asymmetrische gevel onder rechte triglyfenlijst met dakkapel                                                                | Gebouw                   | 17e/18e eeuw                        |           | Leidsegracht 34  | 52° 22' 1" NB, 4° 53' 3" OL   | 3363 | Pand met asymmetrische gevel onder rechte triglyfenlijst met dakkapel                                                                |
| Pand met gevel onder rechte lijst | Gebouw                   | laatste helft 17e eeuw              |           | Leidsegracht 36A | 52° 22' 1" NB, 4° 53' 3" OL   | 3364 | Upload foto |
| Pand met bakstenen lijstgevel onder schilddak                                                                                        | Gebouw                   |                                     |           | Leidsegracht 38  | 52° 22' 0" NB, 4° 53' 2" OL   | 3365 | Pand met bakstenen lijstgevel onder schilddak                                                                                        |
| Pand met ingezwenkte halsgevel met siertrossen, hoekvazen en twee oeils-de-boeuf                                                     | Gebouw                   | 17e/18e/19e eeuw                    |           | Leidsegracht 42  | 52° 22' 0" NB, 4° 53' 2" OL   | 3366 | Pand met ingezwenkte halsgevel met siertrossen, hoekvazen en twee oeils-de-boeuf                                                     |
| Pand met gevel onder ingezwenkte hals                                                                                                | Woonhuis                 | 17e/18e/19e eeuw                    |           | Leidsegracht 46  | 52° 22' 0" NB, 4° 53' 1" OL   | 3367 | Meer afbeeldingen |
| Pand met ingezwenkte halsgevel met siertrossen, hoekvazen en twee oeils-de-boeuf                                                     | Woonhuis                 | 18e eeuw                            |           | Leidsegracht 48  | 52° 21' 60" NB, 4° 53' 1" OL  | 3368 | Meer afbeeldingen |
| Pand met halsgevel met siertrossen en hoekvazen                                                                                      | Gebouw                   | eerste helft 19e eeuw               |           | Leidsegracht 50  | 52° 21' 60" NB, 4° 53' 1" OL  | 3369 | Meer afbeeldingen |
| Pand met halsgevel met siertrossen en hoekvazen                                                                                      | Gebouw                   |                                     |           | Leidsegracht 52  | 52° 21' 60" NB, 4° 53' 1" OL  | 3370 | Meer afbeeldingen |
| Pand met ingezwenkte halsgevel met siertrossen en twee oeils-de-boeuf snijraam                                                       | Woonhuis                 | 17e/18e/19e eeuw                    |           | Leidsegracht 54  | 52° 21' 60" NB, 4° 53' 0" OL  | 3371 | Meer afbeeldingen |
| Pand met ingezwenkte halsgevel met siertrossen                                                                                       | Gebouw                   | laatste helft 17e eeuw              |           | Leidsegracht 56  | 52° 21' 60" NB, 4° 53' 0" OL  | 3372 | Meer afbeeldingen |
| Pand met gevel onder rechte lijst | Woonhuis                 | tweede kwart 19e eeuw               |           | Leidsegracht 58  | 52° 21' 60" NB, 4° 52' 60" OL | 3373 | Meer afbeeldingen |
| Pand met gave gevel onder rechte lijst                                                                                               | Gebouw                   | eerste kwart 19e eeuw               |           | Leidsegracht 62  | 52° 21' 59" NB, 4° 52' 59" OL | 3374 | Meer afbeeldingen |
| Pand met gave gevel onder rechte lijst                                                                                               | Gebouw                   | eerste kwart 19e eeuw               |           | Leidsegracht 64  | 52° 21' 59" NB, 4° 52' 59" OL | 3375 | Meer afbeeldingen |
| Pand met gevel onder rechte lijst met consoles                                                                                       | Woonhuis                 | 18e/19e eeuw                        |           | Leidsegracht 66  | 52° 21' 59" NB, 4° 52' 59" OL | 3376 | Meer afbeeldingen |
| Hoekhuis met waarschijnlijk begin | Gebouw                   | 17e/19e eeuw                        |           | Leidsegracht 68  | 52° 21' 59" NB, 4° 52' 59" OL | 3377 | Meer afbeeldingen |
| Pand met gevel onder rechte lijst | Gebouw                   | 18e/19e eeuw                        |           | Leidsegracht 83  | 52° 21' 56" NB, 4° 52' 55" OL | 3343 | Meer afbeeldingen |
| Pand met zeer gave gevel onder rechte lijst                                                                                          | Woonhuis                 | tegen 1850                          |           | Leidsegracht 85  | 52° 21' 56" NB, 4° 52' 55" OL | 3344 | Meer afbeeldingen |
| Pand met ingezwenkte halsgevel | Woonhuis                 | derde kwart 18e eeuw                |           | Leidsegracht 87  | 52° 21' 56" NB, 4° 52' 54" OL | 3345 | Meer afbeeldingen |
| Pand met zeer smalle ingezwenkte halsgevel met siertrossen                                                                           | Gebouw                   | 17e/19e eeuw                        |           | Leidsegracht 93  | 52° 21' 56" NB, 4° 52' 54" OL | 3346 | Meer afbeeldingen |
| Pand met zeer smalle gevel onder rijk gesneden getoogde lijst waarin twee hijsbalken met maskers aan de uiteinden                    | Gebouw                   | ca. 1750                            |           | Leidsegracht 95  | 52° 21' 56" NB, 4° 52' 54" OL | 3347 | Meer afbeeldingen |
| Hoekhuis waarvan de voorgevel wordt afgesloten door een rechte lijst                                                                 | Gebouw                   | 17e/19e eeuw                        |           | Leidsegracht 97  | 52° 21' 56" NB, 4° 52' 54" OL | 3348 | Meer afbeeldingen |
| Hoekhuis, geheel verbouwd en voorzien van nieuwe voorgevel en nieuw dak                                                              | Gebouw                   | 17e/19e eeuw                        |           | Leidsegracht 70  | 52° 21' 58" NB, 4° 52' 56" OL | 3378 | Meer afbeeldingen |
| Pand met halsgevel met tussentrappen                                                                                                 | Gebouw                   | 1666                                |           | Leidsegracht 72  | 52° 21' 58" NB, 4° 52' 56" OL | 3379 | Meer afbeeldingen |
| Pand met gevel onder rechte klossenlijst                                                                                             | Gebouw                   | eerste kwart 19e eeuw               |           | Leidsegracht 74  | 52° 21' 58" NB, 4° 52' 55" OL | 3380 | Meer afbeeldingen |
| Pakhuis met puntgevel | Gebouw                   | 18e eeuw                            |           | Leidsegracht 76  | 52° 21' 58" NB, 4° 52' 55" OL | 3381 | Meer afbeeldingen |
| Pand met halsgevel met rijk gebeeldhouwde vleugelstukken, vazen en beeldhouwwerk in de afdekking                                     | Gebouw                   | eerste helft 19e eeuw               |           | Leidsegracht 80  | 52° 21' 58" NB, 4° 52' 55" OL | 3382 | Meer afbeeldingen |
| Pak- of werkhuis met puntgevel | Gebouw                   | 18e eeuw                            |           | Leidsegracht 82A | 52° 21' 58" NB, 4° 52' 54" OL | 3383 | Meer afbeeldingen |
| Pand met gevel onder klokvormige top met rollagen                                                                                    | Gebouw                   | 18e/19e eeuw                        |           | Leidsegracht 86A | 52° 21' 57" NB, 4° 52' 54" OL | 3384 | Meer afbeeldingen |
| Archangel | Gebouw                   | 18e eeuw                            |           | Leidsegracht 88A | 52° 21' 57" NB, 4° 52' 54" OL | 3385 | Meer afbeeldingen |
| Pand met gevel onder rechte lijst | Gebouw                   | derde kwart 19e eeuw                |           | Leidsegracht 90  | 52° 21' 57" NB, 4° 52' 53" OL | 3386 | Meer afbeeldingen |
| Hoekhuis met gepleisterde gevels | Gebouw                   | 17e eeuw                            |           | Leidsegracht 106 | 52° 21' 56" NB, 4° 52' 51" OL | 3387 | Meer afbeeldingen |
| Uniek voormalig buitenhuis op de wallen                                                                                              | Woonhuis                 | 1663/1664                           |           | Leidsegracht 108 | 52° 21' 56" NB, 4° 52' 50" OL | 3388 | Meer afbeeldingen |